# Познанска архиепархия
Познанската архиепархия (на полски: Archidiecezja poznańska; на латински: Archidioecesis Posnaniensis) е една от 14-те архиепархии на католическата църква в Полша, западен обред. Част е от Познанската митрополия.
Познанската епархия е създадена през 968 година, като първа църковна област в Полша, пряко подчинена на Светия престол. След 1012 година е присъединена към Гнезненската митрополия, със статут на суфраганна епископия. На 16 юли 1821 година папа Пий VII я издига в ранг на архиепархия. В годините 1821 – 1946 е в персонална уния с Гнезненската архиепархия. В периода 1946 -1992 година е пряко подчинена на Светия престол. От 1992 година е център на Познанската митрополия. Настоящата и територия е установена на 24 февруари 2004 година с декрет на папа Йоан-Павел II. Заема площ от 9700 км2 и има 1 480 000 верни. Седалище на архиепископа е град Познан.

## Деканати
В състава на архиепархията влизат четиридесет и два деканата.
| - Борецки деканат - Буковски деканат - Веленски деканат - Волщински деканат - Вронецки деканат - Гостински деканат - Гроджиски деканат - Збоншински деканат - Костшински деканат - Кошчянскидеканат - Кробски деканат - Курницки деканат - Кшивински деканат - Лвовецки деканат | - Лешчински деканат - Любонски деканат - Мендзиходзки деканат - Новомейски деканат - Оброницки деканат - Пневски деканат - Познан-Виногради (деканат) - Познан-Йежице (деканат) - Познан-Лазаж (деканат) - Познан-Нове Място (деканат) - Познан-Пьотково (деканат) - Познан-Ратае (деканат) - Познан-Старе Място (деканат) - Познан-Староленка (деканат) | - Пшежмеровски деканат - Пшеменцки деканат - Равицки деканат - Ридзински деканат - Сважендзки деканатат - Стеншевски декан - Чарнковски деканат - Червонацка деканат - Шамотулски деканат - Швенчеховски деканат - Шмигелски деканат - Шредзки деканат - Шремски деканат - Ютрошински деканат |